# Allium acuminatum
Variété
Classification APG III (2009)
Allium acuminatum, également connu sous le nom de oignon conique ou oignon de Hooker, est une espèce du genre Allium originaire d'Amérique du Nord.
Il a pour synonymes:
- Allium acuminatum var. cuspidatum Fernald
- Allium cuspidatum (Fernald) Rydb.
- Allium elwesii Regel
- Allium murrayanum Regel
- Allium wallichianum Regel

## Répartition
Il a été signalé dans tous les états à l'ouest des montagnes Rocheuses aux États-Unis, ainsi qu'en Colombie-Britannique au Canada.

## Description
Allium acuminatum produit de 1 à 12 bulbes sphériques, regroupés à la base, de moins de 2 cm de diamètre et sentant l'oignon. La hampe florale mesure jusqu'à 40 cm de haut et porte une ombelle persistante, dressée, lâche, à 10–40 fleurs, hémisphérique, sans bulbilles. Les fleurs campanulées, de 8–15 mm ;à tépales dressés, roses à rose-violet, ou blancs, lancéolés à lancéolés-ovales, inégaux, avec des anthères jaunes,,,,,,,. La plante produit également deux ou trois feuilles rainurées qui ont tendance à se flétrir avant la floraison. Ses habitats naturels comprennent des pentes rocheuses ouvertes, parmi les broussailles et les pins.

## Utilisation
Les oignons étaient consommés par les premiers peuples du sud de la Colombie-Britannique. Ils étaient récoltés au début du printemps ou à la fin de l'automne et généralement cuits dans des fosses. Le bulbe et la tige florifère sont comestibles ; cependant, dans les arts culinaires, la tige possède une saveur plus agréable.